# Bold Ruler
Bold Ruler (1954-1971), est un cheval de course pur-sang américain. Cheval de l'année aux États-Unis en 1957, membre du Hall of Fame, c'est un étalon majeur au 20e siècle, père notamment du crack Secretariat.  

## Carrière de course
Élevé à Claiborne Farm à Paris, Kentucky, par Ogden Phipps pour le compte de Wheatley Stable, l'écurie fondée par sa mère Gladys Mills et son oncle Ogden Mills, Bold Ruler est né au même endroit et la même nuit que l'un de ses futur rivaux Round Table, qu'il retrouvera dans ce même haras une fois leur carrière de course achevée. Ce grand et puissant poulain toisant 165 cm fait partie à la génération 1954, qui passe pour l'une des plus brillantes de l'histoire, puisqu'y appartiennent pas moins de trois membre du Hall of Fame : Bold Ruler, Gallant Man et Round Table.   
Entraîné par Sunny Jim Fitzsimmons, l'un des plus grands entraîneurs de l'histoire (il fut le mentor notamment de Seabiscuit), et monté par Eddie Arcaro (le jockey le plus titré dans les classiques américains) Bold Ruler remporte ses sept de ses neuf sorties à 2 ans, s'adjugeant les importants Youthful Stakes, Juvenile Stakes et the Futurity Stakes. Mais, gêné par de petits problèmes de santé, il échoua complètement dans les Garden State Stakes, laissant la victoire et le titre de 2 ans de l'année à Barbizon.   
Bold Ruler revient à la compétition en Floride, avec pour objectif la Triple Couronne au printemps. Ses quatre premières courses se résument à un duel avec l'excllent Gen. Duke : à toi, à moi, deux victoires chacun, Gen. Duke empoche le Florida Derby en battant le record du monde sur 1 800 m, Bold Ruler les Flamingo Stakes avec le record de la course en prime. En avril, il défait d'un nez Gallant Man dans les Wood Memorial Stakes, cette fois en s'offrant le record de la piste d'Aqueduct, près de New York. Gen. Duke forfait dans le Kentucky Derby, c'est Bold Ruler qui se présente en favori d'une course assez folklorique : tandis que Bold Ruler fait les bras à son jockey Eddie Arcaro et s'essouffle pour finir quatrième, Bill Shoemaker, en selle sur Gallant Man, se trompe de poteau alors qu'il a course gagnée, se relève un instant, et laisse Iron Liege filer vers la victoire. Round Table est troisième. Après la course, Fitzsimmons révèle que Bold Ruler a eu mal à la bouche durant la course, et se résout à lui attacher la langue. Quant à Arcaro, il se résout, lui, à ne plus se battre avec son partenaire et le laisser galoper à sa guise. Résultat : Bold Ruler prend les devants dans les Preakness Stakes et s'impose de deux longueurs devant Iron Liege et Inside Tract. De quoi nourrir de rétrospectifs regrets quant à la performance dans le Derby. Dans le dernier volet de la Triple Couronne, les Belmont Stakes, Bold Ruler s'avoue vaincu surtout par la distance, mais, épuisé, conserve une méritoire troisième place derrière Gallant Man et Inside Tract. Gallant Man vient de pulvériser le record mondial des 2 400 mètres ; ce record tiendra jusqu'à la légendaire victoire de Secretariat dans cette même course en 1973.    
Après cette première partie de saison chargée et mouvementée, Bold Ruler prend quelques vacances et soigne ses bobos. On le retrouve en septembre et il enchaîne victoire sur victoire, n'était son échec assez cuisant dans les Woodward Stakes face au 4 ans Dedicate et à Gallant Man, souvent dans d'excellents chronos. Il court les meilleurs handicaps du pays, souvent écrasé de plomb, et remporte entre autres le Vosburgh Handicap, le Queens County Handicap ou le Benjamin Franklin Handicap, de 12 longueurs. À l'issue de cette dernière course le grand Bill Hartack, jockey du troisième, aura ce mot célèbre : "Je ne sais pas si Bold Ruler est bon, je ne l'ai pas vu d'assez près". Malgré les dix victoires en quinze sorties de Bold Ruler, la question de la suprématie sur cette exceptionnelle génération n'est pas tranchée et le poulain est toujours considéré comme le troisième larron derrière Gallant Man et Round Table, qui a empilé les victoires en Californie puis sur la Côte Est. La question doit être tranchée pour de bon dans le Trenton Handicap, où les trois poulains se retrouvent sans autres adversaires. Et c'est Bold Ruler qui l'emporte, nettement, devant Gallant Man et Round Table. C'est cette course qui décide du titre de Cheval de l'année, Bold Ruler récoltant 16 voix contre 9 pour Gallant Man et 4 pour Dedicate.
En 1958, Bold Ruler remporte cinq de ses sept courses, ferraillant deux fois avec son vieux copain Gallant Man. Il le domine dans le Carter Handicap, mais c'est Gallant Man qui a le dernier mot dans le Metropolitan Handicap. Dans le Monmouth Handicap, Bold Ruler s'impose avec une apparente facilité face à Sharpsburg, mais Fitzsimmons déclare que son cheval a eu une course dure. Et dans ce qui sera sa dernière apparition sur un hippodrome, au cœur de l'été new-yorkais, Bold Ruler sombre dans le Brooklyn Handicap, gêné il est vrai par Sharpsburg, qui sera d'ailleurs disqualifié. Mais il s'agissait peut-être de la course de trop et, trois semaines plus tard, Fitzsimmons annonce que le champion ne sera peut-être plus revu en piste en raison d'une blessure contractée, il ne le sait, dans le Brooklyn Handicap ou à l'entraînement. Bien qu'il ait disputé seulement deux courses sous le mile, Bold Ruler se voit étrangement sacré Sprinter de l'année, et s'en va au haras. Il sera honoré à titre posthume par une introduction au Hall of Fame des courses américaines en 1973, et figure au 19e rang dans la liste des 100 meilleurs chevaux de sport hippique américain du XXe siècle établie par le magazine Blood-Horse, deux rangs derrière Round Table, tandis que Gallant Man est classé 36e. 

### Résumé de carrière
| Date         | Hippodrome      | Pays        | Course                     | Distance    | Jockey      | Place       | Écart       | Vainqueur ou deuxième |
| 1956, 2 ans  | 1956, 2 ans     | 1956, 2 ans | 1956, 2 ans                | 1956, 2 ans | 1956, 2 ans | 1956, 2 ans | 1956, 2 ans | 1956, 2 ans           |
| ------------ | --------------- | ----------- | -------------------------- | ----------- | ----------- | ----------- | ----------- | --------------------- |
| 9 avril      | Jamaica         | États-Unis  | Maiden                     | 1 000 m     | T. Atkinson | 1er / 6     | 3 ½         | Wolf Badge            |
| 19 avril     | Jamaica         | États-Unis  | Allowance                  | 1 000 m     | T. Atkinson | 1er / 8     | 1           | Red Cadet             |
| 2 mai        | Jamaica         | États-Unis  | Youthful Stakes            | 1 000 m     | T. Atkinson | 1er / 10    | 3 ½         | Red Cadet             |
| 24 mai       | Belmont Park    | États-Unis  | Marine Park Stakes         | 1 000 m     | E. Arcaro   | 1er / 9     | enc.        | King Hairan           |
| 6 juin       | Belmont Park    | États-Unis  | Juvenile Stakes            | 1 000 m     | E. Arcaro   | 1er / 8     | 1           | King Hairan           |
| 24 septembre | Belmont Park    | États-Unis  | Allowance                  | 1 200 m     | E. Arcaro   | 2e / 6      | 1           | Nashville             |
| 5 octobre    | Belmont Park    | États-Unis  | Anticipation Handicap      | 1 200 m     | E. Arcaro   | 1er / 9     | 1/2         | Missile               |
| 13 octobre   | Belmont Park    | États-Unis  | Futurity Stakes            | 1 300 m     | E. Arcaro   | 1er / 13    | 2 ¼         | Greek Game            |
| 27 octobre   | Garden State    | États-Unis  | Garden State Stakes        | 1 700 m     | T. Atkinson | 17e / 19    | 24          | Barbizon              |
| 1957, 3 ans  |                 |             |                            |             |             |             |             |                       |
| 30 janvier   | Hialeah Park    | États-Unis  | Bahamas Stakes             | 1 400 m     | T. Atkinson | 1er / 11    | 4 ½         | Gen. Duke             |
| 16 février   | Hialeah Park    | États-Unis  | Everglade Stakes           | 1 800 m     | E. Arcaro   | 2e / 7      | tête        | Gen. Duke             |
| 2 mars       | Hialeah Park    | États-Unis  | Flamingo Stakes            | 1 800 m     | E. Arcaro   | 1er / 7     | enc.        | Gen. Duke             |
| 30 mars      | Gulfstream Park | États-Unis  | Florida Derby              | 1 800 m     | E. Arcaro   | 3e / 5      | 1 ½         | Gen. Duke             |
| 20 avril     | Jamaica         | États-Unis  | Wood Memorial Stakes       | 1 800 m     | E. Arcaro   | 1er / 7     | nez         | Gallant Man           |
| 5 mai        | Churchill Downs | États-Unis  | Kentucky Derby             | 2 000 m     | E. Arcaro   | 4e / 9      | 5 ¾         | Iron Liege            |
| 13 mai       | Pimlico         | États-Unis  | Preakness Preparation      | 1 700 m     | E. Arcaro   | 1er / 3     | 1           | Inswept               |
| 18 mai       | Pimlico         | États-Unis  | Preakness Stakes           | 1 900 m     | E. Arcaro   | 1er / 7     | 2           | Iron Liege            |
| 15 juin      | Belmont Park    | États-Unis  | Belmont Stakes             | 2 400 m     | E. Arcaro   | 3e / 6      | 12          | Gallant Man           |
| 9 septembre  | Belmont Park    | États-Unis  | Times Square Handicap      | 1 200 m     | E. Arcaro   | 1er / 8     | 5 ½         | Greek Game            |
| 14 septembre | Belmont Park    | États-Unis  | Jerome Handicap            | 1 600 m     | E. Arcaro   | 1er / 6     | 6           | Bureaucracy           |
| 28 septembre | Belmont Park    | États-Unis  | Woodward Stakes            | 2 000 m     | E. Arcaro   | 3e / 4      | 3 ½         | Dedicate              |
| 9 octobre    | Belmont Park    | États-Unis  | Vosburgh Handicap          | 1 400 m     | E. Arcaro   | 1er / 8     | 9           | Tick Tock             |
| 19 octobre   | Jamaica         | États-Unis  | Queens County Handicap     | 1 700 m     | E. Arcaro   | 1er / 6     | 2 ½         | Promised Land         |
| 2 novembre   | Garden State    | États-Unis  | Benjamin Franklin Handicap | 1 700 m     | E. Arcaro   | 1er / 4     | 12          | Sarno                 |
| 9 novembre   | Garden State    | États-Unis  | Trenton Handicap           | 2 000 m     | E. Arcaro   | 1er / 3     | 2 ¼         | Gallant Man           |
| 1958, 4 ans  |                 |             |                            |             |             |             |             |                       |
| 17 mai       | Belmont Park    | États-Unis  | Toboggan Handicap          | 1 200 m     | E. Arcaro   | 1er / 5     | 1/2         | Clem                  |
| 30 mai       | Belmont Park    | États-Unis  | Carter Handicap            | 1 400 m     | E. Arcaro   | 1er / 9     | 1 ½         | Tick Tock             |
| 14 juin      | Belmont Park    | États-Unis  | Metropolitan Handicap      | 1 600 m     | E. Arcaro   | 2e / 10     | 2           | Gallant Man           |
| 25 juin      | Belmont Park    | États-Unis  | Stymie Handicap            | 1 800 m     | E. Arcaro   | 1er / 5     | 5           | Admiral Vee           |
| 4 juillet    | Belmont Park    | États-Unis  | Suburban Handicap          | 2 000 m     | E. Arcaro   | 1er / 8     | nez         | Clem                  |
| 19 juillet   | Monmouth Park   | États-Unis  | Monmouth Handicap          | 2 000 m     | E. Arcaro   | 1er / 10    | 3/4         | Sharpsburg            |
| 26 juillet   | Jamaica         | États-Unis  | Brooklyn Handicap          | 1 900 m     | E. Arcaro   | 7e / 8      | 15          | Cohoes                |

## Au haras
En 1959, Bold Ruler prend ses quartiers d'étalon à Claiborne Farm, d'où il va régner sur l'élevage américain durant de longues années. Ses huit titres de tête de liste des étalons (de 1963 à 1969, puis en 1973) sont un record au 20e siècle. Il est bien sûr le père de Secretariat, l'un, sinon le meilleur cheval américain du siècle, mais fut surtout reconnu pour sa capacité à transmettre de la précocité et fut six fois tête de liste des pères de 2 ans, un autre record. Il eut 366 produits, et parmi eux 240 vainqueurs (65, 6 %), 82 lauréats de stakes (22,4 %), deux membres du Hall of Fame (Gamely et Secretariat) et onze lauréats d'au moins un titre de champion : 
- Lamb Chop - Pouliche de 3 ans de l'année (1963)
- Bold Lad - Poulain de 2 ans de l'année (1964)
- Queen Empress - Pouliche de 2 ans de l'année (1964)
- Bold Bidder - Cheval d'âge de l'année (1966)
- Successor - Poulain de 2 ans de l'année (1966)
- Vitriolic - Poulain de 2 ans de l'année (1967)
- Queen of the Stage - Pouliche de 2 ans de l'année (1967)
- Gamely - Pouliche de  3 ans de l'année (1967), Jument d'âge de l'année (1968, 1969), membre du Hall of Fame.
- Secretariat - Vainqueur de la Triple Couronne, Poulain de 2 ans de l'année (1972), Poulain de 3 ans de l'année (1973), Cheval de l'année (1972, 1973)
- Wajima - Poulain de 3 ans de l'année (1975)
- Bold Lad, 2 ans de l'année en Angleterre (1966)

Son immense influence au stud, Bold Ruler la doit surtout à ses fils tant il fut un formidable père d'étalons. Et si sa descendance patrilinéaire faillit s'éteindre dans les années 80, elle fut réveillée par le crack Seattle Slew, lui-même père de A.P. Indy. Ainsi en 2014, le petit-fils de A.P. Indy California Chrome, en remportant le Kentucky Derby et les Preakness Stakes, devint le seizième poulain descendant en lignée mâle de Bold Ruler à remporter un ou plusieurs des trois classiques américains. Et un autre fils de A.P. Indy, Tapit, a définitivement relancé cette lignée en s'accaparant trois titres de tête de liste des étalons.  
Bold Ruler meurt le 12 juillet 1971, victime d'un cancer des sinus.   

## Origines
Bold Ruler est le chef-d’œuvre du grand étalon Nasrullah, fleuron de l'élevage de l'Aga Khan III, meilleur poulain d'Angleterre à 2 ans en 1942, d'abord étalon dans son pays natal, l'Irlande, d'où il conquit un titre de tête de liste des étalons dans les îles britanniques (1951), puis acquis par Claiborne Farm où il fut cinq fois tête de liste entre 1955 et 1962. Son influence, prépondérante, ne passe toutefois pas seulement par Bold Ruler, puisqu'il est aussi l'aïeul paternel de Blushing Groom, Mill Reef ou encore Riverman, et le père du crack Nashua, père de mère de l'incontournable Mr. Prospector. 
Miss Disco, la mère de Bold Ruler, était une sprinteuse tenace, qui disputa quelque 54 courses jusqu'à ses 7 ans. Elle fit le bonheur de Claiborne Farm en donnant, outre Bold Ruler, Hill Rose (par Rosemont), mère de True North, vainqueur de l'important Widener Handicap, Independance (Nasrullah), qui s'illustra sur le steeple-chase en remportant l'American Grand National et Foolish One (par Tom Fool), qui donna à son tour les bons Funny Fellow (lauréat entre autres du Donn Handicap) et Protanto (Whitney Handicap). 

### Pedigree
| Origines de Bold Ruler (USA), mâle bai brun né en 1954 | Origines de Bold Ruler (USA), mâle bai brun né en 1954 | Origines de Bold Ruler (USA), mâle bai brun né en 1954 | Origines de Bold Ruler (USA), mâle bai brun né en 1954 |
| ------------------------------------------------------ | ------------------------------------------------------ | ------------------------------------------------------ | ------------------------------------------------------ |
| Père Nasrullah                                         | Nearco                                                 | Pharos                                                 | Phalaris                                               |
| Père Nasrullah                                         | Nearco                                                 | Pharos                                                 | Scapa Flow                                             |
| Père Nasrullah                                         | Nearco                                                 | Nogara                                                 | Havresac                                               |
| Père Nasrullah                                         | Nearco                                                 | Nogara                                                 | Catnip                                                 |
| Père Nasrullah                                         | Mumtaz Begum                                           | Blenheim                                               | Blandford                                              |
| Père Nasrullah                                         | Mumtaz Begum                                           | Blenheim                                               | Malva                                                  |
| Père Nasrullah                                         | Mumtaz Begum                                           | Mumtaz Mahal                                           | The Tetrarch                                           |
| Père Nasrullah                                         | Mumtaz Begum                                           | Mumtaz Mahal                                           | Lady Josephine                                         |
| Mère Miss Disco                                        | Discovery                                              | Display                                                | Fair Play                                              |
| Mère Miss Disco                                        | Discovery                                              | Display                                                | Cicuta                                                 |
| Mère Miss Disco                                        | Discovery                                              | Ariadne                                                | Light Brigade                                          |
| Mère Miss Disco                                        | Discovery                                              | Ariadne                                                | Adrienne                                               |
| Mère Miss Disco                                        | Outdone                                                | Pompey                                                 | Sun Briar                                              |
| Mère Miss Disco                                        | Outdone                                                | Pompey                                                 | Cleopatra                                              |
| Mère Miss Disco                                        | Outdone                                                | Sweep Out                                              | Sweep On                                               |
| Mère Miss Disco                                        | Outdone                                                | Sweep Out                                              | Dugout (famille 8-d)                                   |